# 長濱慎
長濱慎（1985年9月6日—）是一位日本男演員、模特兒，出生於神奈川縣。在2014年超級戰隊系列電視劇集《烈車戰隊特急者》之中飾演「虹野明／扎拉姆（暗黑牛仔）／特急6號」，隸屬於奧斯卡傳播。

## 出演

### 電視劇
| 年份                   | 劇名                                 | 電視台     | 角色                                       |
| 2011年10月 - 2012年3月 | 私のホストちゃん〜しちにんのホスト〜 | 朝日電視台 | 龍我                                       |
| 2014年2月16日          | 烈車戰隊特急者                       | 朝日電視台 | 虹野明 / 扎拉姆（暗黑牛仔）/ 特急6號（聲） |
| 2024年10月6日          | 爆上戰隊BoonBoomger                  | 朝日電視台 | 虹野明                                     |

### 電視動畫
| 年份                        | 劇名               | 電視台    | 角色     |
| 2016年10月8日－2017年1月7日 | 戰國鳥獸戲畫～甲～ | KBC電視台 | 伊達政宗 |
| 2017年1月14日               | 戰國鳥獸戲畫～乙～ | KBC電視台 | 馬場信房 |

### 電影
| 年份          | 片名                                 | 角色                   |
| 2014年7月19日 | 烈車戰隊特急者 THE MOVIE 銀河路線SOS | 虹野明 / 特急6號（聲） |

### 舞台
- 朗読☆男子〜春の朗読週間〜（2013年4月）
- 私のホストちゃん（2013年10月）- 龍我

### CM
- すき家
- ハウスウェルネスフーズ「C1000レモンウォーター」（2009年）
- 青山商事「洋服の青山」（2013年 - 2014年）
- 長府製作所（2014年）
- ライジンジャパン「Raizin」（2014年）
- 萬代「トッキュウ6号変身シリーズ」（2014年）

## 外部連結
- （日語） オスカープロモーションによるプロフィール Archive.today的存檔，存档日期2014-05-28
- （日語） 長濱慎オフィシャルブログ「春夏秋冬」 （页面存档备份，存于）
- （日語） be amie 長濱慎プロフィール
- （日語） 長濱慎オフィシャルブログ「〜No Color Line〜」 （页面存档备份，存于）（舊部落格）
- （日語） 長濱慎的X（前Twitter）

| 前任： 伊藤幸雄 伴大介 （戰鬥狂熱 J） | 日本超級戰隊系列橙色戰士演員 烈車戰隊特急者 2014年2月16日-2015年2月8日 | 繼任： 村上幸平 （動物戰隊獸王者） |